# ドライエッチング
ドライエッチング（英語：dry etching）は、反応性の気体（エッチングガス）やイオン、ラジカルによって材料をエッチングする方法である。主に化学的な反応によるエッチングを指し、反応による生成物は気体である場合が多い。これに対して液体によるエッチングをウエットエッチングと呼ぶ。イオンミリングなどのようにイオンを衝突させてエッチングする方法など化学的な反応を伴わないものは物理エッチングと呼ぶ場合もある。実際には化学的な反応と物理的な変化が同時に起こっている。
反応ガス中に材料を曝す方法（反応性ガスエッチング）とプラズマによりガスをイオン化・ラジカル化してエッチングする反応性イオンエッチングがある。
シリコンをエッチングする場合は、フッ素系のガスを用いる場合が多い。この場合にできる生成物は四フッ化ケイ素 (SiF4) である。
半導体の製造においては、ドライエッチングの工程でそれにふさわしい特性を持つ冷媒が必要であり、3M社が販売するフロリナートなど、近年健康や環境への影響が問題視されているPFASと呼ばれる物質を含むものが使用されている。3M社はこの問題から2025年末をもってPFASの生産を廃止する予定となっており、2025年末までにPFASを用いない代替冷媒が発明されなければ、世界中の半導体の製造が停止し、現在の人類文明が終焉を迎えてしまう可能性が指摘されている。

## 特徴
- 後工程として洗浄を必要としない
- 装置が高価
- フォトレジストとの選択性が高い
- 微細加工が可能

## 種類
- 反応性ガスエッチング
- 反応性イオンエッチング
- 反応性イオンビームエッチング
- イオンビームエッチング
- 反応性レーザービームエッチング

## 主なエッチングガス
反応性イオンエッチングに使われるもの
- 六フッ化硫黄 (SF6)
- 四フッ化炭素 (CF4)
- トリフルオロメタン (CHF3)

反応性ガスエッチングに使われるもの
- 二フッ化キセノン (XeF2)